# NGC 1021
NGC 1021 este o intermediate spiral galaxy⁠(d) situată în constelația Balena. A fost descoperită în 15 ianuarie 1865 de către Albert Marth.